# Petrus Bodenheim
Petrus Bodenheim (* vor 1652 in Niederberg, jetzt Erftstadt; † 29. November 1688 in Niederehe/Landkreis Vulkaneifel) war Kanoniker des Prämonstratenserordens, Prior des Klosters Niederehe und Pfarrer in Marmagen.
Petrus Bodenheim  stammt aus Niederberg / Stadt Erftstadt. Er trat 1652 gemeinsam mit seinem Bruder Jacobus in den Konvent der Prämonstratenserabtei Steinfeld/Kall-Eifel ein. Seine Lebensdaten sind im Konventualen Verzeichnis der Abtei Steinfeld niedergeschrieben.

## Ausbildung
Vor Eintritt in den Orden absolvierte er die sog. „Retorika“, die 5. Klasse des Gymnasiums.
Philosophie studierte er in Steinfeld, wo dieses Fach den Novizen durch ihren Magister im Kloster vermittelt wurde. Es beinhaltete den Lehrstoff der beiden obersten Klassen des Gymnasiums, Logica und Physica. Diese beiden Klassen gehörten schon zur artistischen Fakultät der Kölner Universität. Ihr erfolgreicher Abschluss ergab das Bakkalaureat, das zu weiterem Studium an der Universität berechtigte. Theologie studierte er in Köln am Collegium Norbertinum und an der Universität.

## Wirken
Petus Bodenheim wurde 1657 zum Priester geweiht und feierte seine Primiz am 4. Dezember desselben Jahres. Sein erstes Amt trat er 1659 als Novizenmeister des Klosters Steinfeld an.
Im Juli 1661 versetzte ihn der Abt in das Priorat des Prämonstratenserinnen-Stiftes Dünnwald bei Köln. Hier wurde er Submagister und betreute als Seelsorger die dortige Pfarre.
Auf Vorschlag des im Jahre 1661 neu gewählten Abtes Johann Lückenrath wurde er im Jahr 1662 zum Cellerar gewählt. Er leitete einen Pfandleihvertrag mit Werner Freiherr von und zu Pützfeld in die Wege, der dem Abt das Präsentationsrecht des Pfarrers von Marmagen sicherte und somit für die Entwicklung des Klosters von größter Bedeutung war.
Der Abt von Steinfeld präsentierte Petrus Bodenheim 1673 als Pfarrer von Marmagen. Er verwaltete die Pfarrei „wirkungsvoll“ und legte den Grundstein für eine Entwicklung, die Marmagen endgültig zum Klosterdorf der Abtei Steinfeld machte. Er gründete unter anderem dort eine Kantorei, die mit Sängern und Sängerinnen Gottesdienste und Wallfahrtsprozessionen musikalisch gestaltete und dafür entlohnt wurde.
Am 22. Mai 1679 wurde er zum Prior des Klosters Niederehe ernannt. Dort starb er am 29. November 1688.